# Droga wojewódzka nr 371
Droga wojewódzka nr 371 (DW371) – droga wojewódzka w województwie dolnośląskim, łącząca drogę wojewódzką nr 389 z Czechami w miejscowości Mostowice. Droga przebiega do mostu na Dzikiej Orlicy w kierunku czeskiej miejscowości Orlické Záhoří. Droga ma długość ok. 70 metrów.
Dawny przebieg drogi wojewódzkiej nr 371 - łączyła ona drogę krajową nr DK35 (obwodnica Świebodzic w kierunku Świdnica-Wałbrzych) z drogą krajową DK34 (Świebodzice-Dobromierz). Przebieg trasy poprowadzono ulicami Świdnicką, Wolności, Strzegomską i Wałbrzyską. Miała ona długość ok. 1,5 km. Równolegle do drogi 371 w przeciwnym kierunku (na wschód) biegła krótka droga wojewódzka nr 373. Obie drogi utraciły status drogi wojewódzkiej w drodze Uchwały nr XVI/428/15 Sejmiku Województwa Dolnośląskiego z dnia 26 listopada 2015 r. w sprawie pozbawienia dróg kategorii dróg wojewódzkich.